# Lista de reitores da Universidade Federal de Minas Gerais
Lista de reitores da Universidade Federal de Minas Gerais:
| Nome                                   | período                                                                 |
| Francisco Mendes Pimentel              | Novembro de 1927 a novembro de 1930                                     |
| Lúcio José dos Santos                  | Março de 1931 a maio de 1933                                            |
| Otaviano Ribeiro de Almeida            | Maio de 1933 a março de 1934, e de setembro de 1935 a outubro de 1937   |
| Francisco José de Almeida Brant        | Outubro de 1937 a setembro de 1941                                      |
| Mário Casassanta                       | Novembro de 1930 a abril de 1931, e de julho de 1941 a setembro de 1944 |
| Alcindo da Silva Vieira                | Novembro de 1944 a dezembro de 1945                                     |
| Manoel Pires de Carvalho e Albuquerque | Janeiro de 1946 a janeiro de 1949                                       |
| Otávio Coelho de Magalhães             | Março de 1949 a março de 1952                                           |
| Pedro Paulo Penido                     | Abril de 1952 a abril de 1955, e de abril de 1958 a julho de 1960       |
| Lincoln Prates                         | Abril de 1955 a abril de 1958                                           |
| Orlando Magalhães Carvalho             | Março de 1961 a fevereiro de 1964                                       |
| Aluísio Pimenta                        | Fevereiro de 1964 a fevereiro de 1967                                   |
| Gérson de Britto Mello Boson           | Fevereiro de 1967 a outubro de 1969                                     |
| Marcelo de Vasconcelos Coelho          | Dezembro de 1969 a dezembro de 1973                                     |
| Eduardo Osório Cisalpino               | Fevereiro de 1974 a fevereiro de 1978                                   |
| Celso de Vasconcellos Pinheiro         | Março de 1978 a março de 1982                                           |
| José Henrique Santos                   | Março de 1982 a março de 1986                                           |
| Cid Veloso                             | Março de 1986 a março de 1990                                           |
| Vanessa Guimarães Pinto                | Março de 1990 a março de 1994                                           |
| Tomaz Aroldo da Mota Santos            | Março de 1994 a março de 1998                                           |
| Francisco César de Sá Barreto          | Março de 1998 a março de 2002                                           |
| Ana Lúcia Almeida Gazzola              | Março de 2002 a março de 2006                                           |
| Ronaldo Tadêu Pena                     | Março de 2006 a março de 2010                                           |
| Clélio Campolina Diniz                 | Março de 2010 a março de 2014                                           |
| Jaime Arturo Ramirez                   | Março de 2014 a março de 2018                                           |
| Sandra Regina Goulart Almeida          | Março de 2018 a atualmente                                              |